# Ray Thomas
Ray Thomas (Stourport-on-Severn, 1941. december 29. – Surrey, 2018. január 4.) angol multiinstrumentalista zenész: énekes, fuvolás, szaxofonos, nagybőgős, szájharmonikás. Az angol progresszív rockegyüttes, a The Moody Blues alapító tagja és zeneszerzője.

## Pályafutása
Az 1950-es évek végén a Saints & Sinners zenekarban nagybőgősként kezdett játszani. 1959-ben az El Riot and the Rebels élén énekesként és szájharmonikásként szerepelt. Itt John Lodge gitáros és Mike Pinder billentyűs közreműködésével a zenekar meglehetősen sikeres volt. 1963-ban néhány televíziós szereplésen a The Beatlesszel együtt szerepeltek.
1964-ben Pinderrel megalapították a The Moody Bluest, amelyhez 1966-ban Lodge is csatlakozott, egészen 2002-es távozásáig velük gitározott. Ray Thomas énekesként és dalszerzőként szerepelt, amellett legfontosabb hangszerei a fuvola és a szájharmonika voltak. Az 1968-as Legend of a Mind című, Timothy Francis Leary-nek szentelt szám idővel kultikus szintre emelkedett.
A Moody Blues 1973-1978 közötti „kreatív szünetelésekor” Ray Thomas két szólólemezt adott ki, amelyek közül az első némi kereskedelmi sikert aratott, míg a második nem került fel a listákra. A zenekar 2010-ben újra kiadta ezt a két albumot és kiegészítette a The Trouble With Memories című dallal.
2002-ben otthagyta a zenekart és visszavonult a magánéletbe, részben egészségi és életkori okok miatt, de valószínűleg a Moody Bluestól való bizonyos elidegenedése miatt is, amelyben már évek óta nem játszott központi szerepet.
2014-ben bejelentette, hogy prosztatarákja van. 76 éves korában hunyt el.

## Albumok

### Stúdióalbumok
- 1975: From Mighty Oaks, with Nicky James, UK No. 23
- 1976: Hopes, Wishes and Dreams, with Nicky James

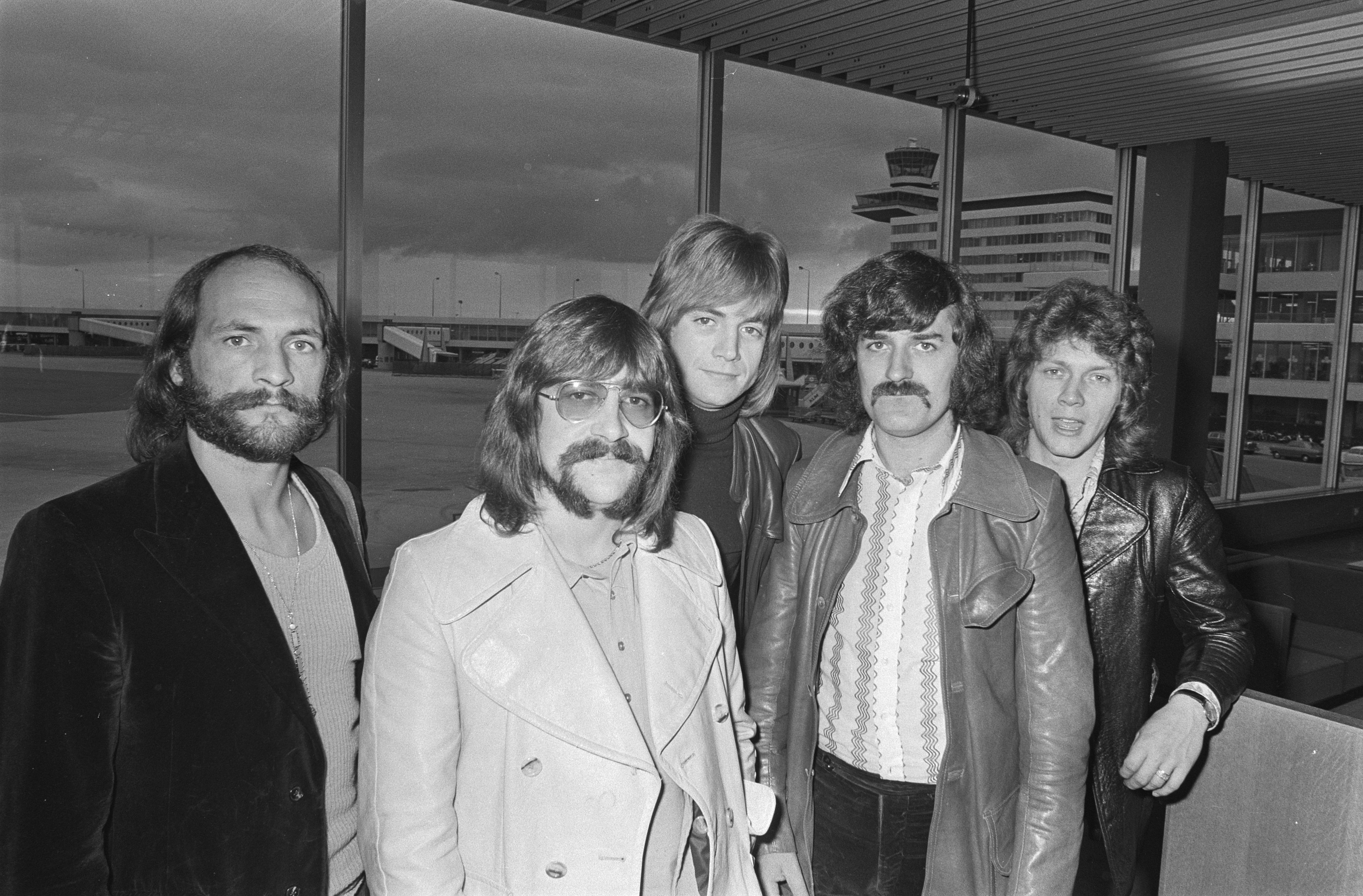
The Moody Blues

### The Moody Blues
- The Moody Blues

## Díjak
- Emmy-díj
- College Television Awards
- Rock and Roll Hall of Fame

## Fordítás
Ez a szócikk részben vagy egészben  a   Ray Thomas című német Wikipédia-szócikk ezen változatának fordításán alapul.  Az eredeti cikk szerkesztőit annak laptörténete sorolja fel. Ez a jelzés csupán a megfogalmazás eredetét és a szerzői jogokat jelzi, nem szolgál a cikkben szereplő információk forrásmegjelöléseként.